# Mosese Vitolio Tui
Mosese Vitolio Tui S.D.B. (9 de novembro de 1961, Apia) é um clérigo católico romano samoano e arcebispo de Samoa-Apia desde 2024.

## Vida
Mosese Vitolio Tui estudou como postulante e noviço no Auxilium College em Lysterfield, Victoria (1985-1986), fazendo a primeira profissão na Sociedade Salesiana de São João Bosco em 31 de janeiro de 1987. Possui formação como educador na Universidade Católica Australiana em Melbourne (1987-1988); formação pastoral no Centro Juvenil e Albergue Dom Bosco de Melbourne e no Moamoa Theological College de Apia (1989-1990); formação sacerdotal no Seminário Regional do Pacífico de Suva (1984), no Catholic Theological College (1987-1988) e no Salesian Theological College (1991-1994), ambos em Melbourne. Realizou a profissão perpétua em 8 de dezembro de 1992 e foi ordenado sacerdote em 3 de dezembro de 1994 como o primeiro salesiano samoano, na Igreja de São João Bosco em Sinamoga, Apia.
Ocupou os seguintes cargos: ecônomo local e professor em Alafua, Samoa (1995); Conselheiro Local em Oakleigh, Victoria, Austrália (1996); conselheiro local, diretor de escola e vigário comunitário em Alafua (1997-2006); Diretor e Mestre de Noviços em Suva, Fiji (2006-2009); Conselheiro Inspetorial, Austrália-Pacífico (2009-2015); Diretor, Presidente de Escola e Pároco em Salelologa, Samoa (2009-2017); Diretor e Pároco de São Paulo, Massey, Diocese de Auckland, Nova Zelândia (2018-2022); Diretor de Salelologa (2022-2023); desde 2023, Pároco de São Paulo em West Auckland, Conselheiro Inspetorial e Delegado para o Pacífico.
Em 12 de junho de 2024, o Papa Francisco nomeou-o Arcebispo de Samoa-Apia. O Bispo Emérito de Samoa-Pago Pago, Peter Brown CSsR, deu-lhe a ordenação episcopal em 22 de agosto do mesmo ano no Centro de Retiros Santa Teresinha em Leʻauvaʻa; os co-consagradores foram o Bispo de Auckland, Stephen Marmion Lowe, e o Bispo de Samoa-Pago Pago, Kolio Etuale.